# Frank Gordon Dobson
Frank Gordon Dobson (York, 15 de març de 1940 – 11 de novembre de 2019) va ser un polític del Partit Laborista del Regne Unit. Actualment és membre del Parlament per la demarcació de Holborn and St Pancras. Fou Secretari d'Estat per a la Salut des de 1997 a 1999, i fou candidat oficial del partit laborista a Alcalde de Londres el 2000.